# 41 Comae Berenices
41 Comae Berenices, som är stjärnans Flamsteed-beteckning, är en ensam stjärna i stjärnbilden Berenikes hår. Stjärnan är av visuell magnitud +4,80 och synlig för blotta ögat vid god seeing. Baserat på parallaxmätning inom Hipparcosuppdraget på ca 9,8 mas, beräknas den befinna sig på ett avstånd på ca 331 ljusår (ca 102 parsek) från solen. Stjärnan rör sig närmare solen med en heliocentrisk radiell hastighet av ca -17 km/s.

## Egenskaper
41 Comae Berenices är en orange jättestjärna av spektralklass K5 III och befinner sig för närvarande på den röda jättegrenen. Den har en massa som är ca 1,2 gånger solens massa, en radie som är ca 34 gånger större än solens och utsänder ca 323 gånger mera energi än solen från dess fotosfär vid en effektiv temperatur på ca 4 200 K.
År 2017 hittades med hjälp av radialhastighetsmetoden en planet (HD 113996 b) som kretsar kring stjärnan. Planeten har minst en massa av 6,3 ± 1,0 jordmassor, en halv-storaxel av 1,6 ± 0,1 AE, en omloppsperiod på 610,2 ± 3,8 dygn, och en excentricitet av 0,28 ± 0,12.